# Живот под ружичастим троуглом
Живот под ружичастим троуглом је роман српског аутора Марка Михајловића (1997) објављен 2018. године у издању издавачке куће Чигоја штампа из Београда.

## О аутору
Марко Михајловић је рођен 1977. године у Пожаревцу, где је завршио основно и средње образовање.  Аутор је више кратких уметничких филмова као и више ликовних корица књига прозе. Више пута је излагао своје радове на колективним ликовним изложбама. Године 2018, објавио је књигу Живот под ружичастим троуглом која је номинована за награду ДУГА за 2018/2019.

## О роману
Роман Живот под ружичастим троуглом говори о животима два јунака, Дарела  и Виктора. Дарел је преживео логор за време Другог светског рата, а Виктор се бори са својом тешком болешћу и прихватањем себе.
Поука је да ружичасти троугао, који је Дарел носио у логору смрти, могу понети многи који су другачији и дискримисани.
Марко Михајловић се зато на крају романа моли за све оне који и данас живе под ружичастим троуглом да нађу снаге да издрже.

## Радња
Јунак романа Виктор Филиповић је младић који потиче из унутрашњости и који је своју сексуалну орјентацију успешно скривао. Доласком у град почиње да живи живот какав је желео. Одлази у геј клубове, заљубљује се и из те везе излази поврежђен и заражен ХИВ-ом. На лечењу у психијатријској установи упознаје доктора Дарела Холера који му је понудио и посао и живот са њим. Он га бодри и учи да је бити геј у реду.
Роман је почео причом како се Виктор враћа у земљу из иностранства након Дарелове смрти са задатком да обави формалности око тестамента и наслеђа. Виктор је наследио кућу у којој је живео са Дарелом, али и дневник који је Дарел писао. Из њега сазнаје нешто скроз непознато о човеку са којим је живео. Дарел је рођен у Чешкој након завршетка Великог рата и звао се Херман. Сазнаје да је и он имао типичан живот једног младог геј младића рођеног у освит Трећег рајха.